# Горки (Свердловская область)
Го́рки — село в Ирбитском муниципальном образовании Свердловской области России.

## Географическое положение
Село Горки находится в 50 километрах (по дороге в 58 километрах) к юго-юго-западу от города Ирбита, преимущественно на левом берегу реки Ляги (правом притоке реки Ирбит). В окрестностях села расположен ботанический природный памятник — насаждения сосны в 1956 году и лиственницы в 1980 году.

## История села
Впервые появляется в ревизии 1719 года как деревня Горская, насчитывающая три двора. В двух дворах жили братья Марк и Савва Гавриловы — родоначальники фамилии Гашковых, в третьем — Никифор Уймин. Братья в 1710 году записаны по деревне Притыке. Там же в 1680 году жил их отец Гаврила Григорьев, выходец с Мезени, пришедший «в Сибирь» в 1663/64 году. Уймины (Уймевы) в 1680 году жили в деревне Черноречской, куда пришли из верхотурского Салдинского погоста. В 1710 году семья записана по деревне Толстокулаковой. По Толстокулаковой же в 1710 году записаны и жители соседней деревни Голяковой, название которой известно на тридцать лет ранее (см. выше). Видимо, Толстокулакова, — ономастический фантом, возникший в результате небрежности писца. Судя по всему, это искаженное сдвоенное название Горская-Голякова. В этом случае, Горки существовали уже в 1710 году и его первопоселенцами были Уймины. В 1977 году к селу была присоединена слившаяся с ним деревня Мякишево.

## Свято-Троицкая церковь
В 1926 году была перестроена из часовни однопрестольная церковь, которая не освящалась и была закрыта в 1930 году.

## Школа
В 1901 году в селе имелась церковно-приходская школа. 

## Достопримечательности
К западу от села установлена стела на месте гибели большевика Г. А. Усиевича.

## Население
| 2002 | 2010 | 2021 |
| ---- | ---- | ---- |
| 951  | ↘860 | ↘761 |